# Lithium-6
Lithium-6 of 6Li is een stabiele isotoop van lithium, een alkalimetaal. Het is een van de twee op Aarde voorkomende isotopen van het element, naast lithium-7 (eveneens stabiel). De abundantie op Aarde bedraagt 7,59%.
Lithium-6 ontstaat onder meer bij het radioactief verval van helium-6.

## Toepassingen
Lithium-6 dient onder meer als neutrondetector.
Bij een waterstofbom wordt vaak lithium-6-deuteride gebruikt, met de formule 6Li2H of 6LiD. De neutronen die in de splijtingsfase vrijkomen zetten lithium in tritium om, die met deuterium reageert volgens de fusiereactie:
{\displaystyle {\ce {^2_1H + ^3_1H -> ^4_2He + ^1_0n}}}
3Li · 4Li · 5Li · 6Li · 7Li · 8Li · 9Li · 10Li · 10m1Li · 10m2Li · 11Li · 12Li · 13Li